# Karen Lachmann
Karen Lachmann   (Pequín, 30 de maig de 1916 - Gentofte, 30 de setembre de 1962) fou una tiradora d'esgrima danesa, especialista en floret, que va competir entre les dècades de 1930 i 1950.
Durant la seva carrera esportiva va prendre part en quatre edicions dels Jocs Olímpics d'Estiu, el 1936, 1948, 1952 i 1956. Sempre en la prova del floret individual, el 1936, a Berlín, fou cinquena; el 1948, a Londres, guanyà la medalla de plata, el 1952, a Hèlsinki, guanyà la medalla de bronze; i el 1956 fou sisena.
En el seu palmarès també destaquen sis medalles al Campionat del món d'esgrima, tres d'or, dues de plata i una de bronze, entre les edicions de 1937 i 1954. Entre 1929 i 1952 guanyà setze campionats hongaresos.